# Tabátabáei-ház
A Tabátabáei-ház egy történelmi épület, az iráni Kásán városában, melyet 1888 körül építtetett a Kádzsár-dinasztia idején a névadó Tabátabáei család. Az épület Kásán városának kiemelkedő épületei közé tartozik az Ámeri-házzal és a Borudzserdi-házzal együtt. Az épületet Usztad Ali Mardzsam tervezte, aki a közeli Borudzserdi-házat is megálmodta. Az épület több, mint 5000 négyzetméter alapterületű, melyben helyet kapott 40 szoba, 3 szélfogó, 4 alagsor, illetve a kertek. Az épület egy külső és egy belső térre oszlik, mely utóbbi a külvilágot kizárva privát használatú helyiségeket takar. Az épületet kőfaragványok és mozaikok sormintái díszítik.

## Galéria

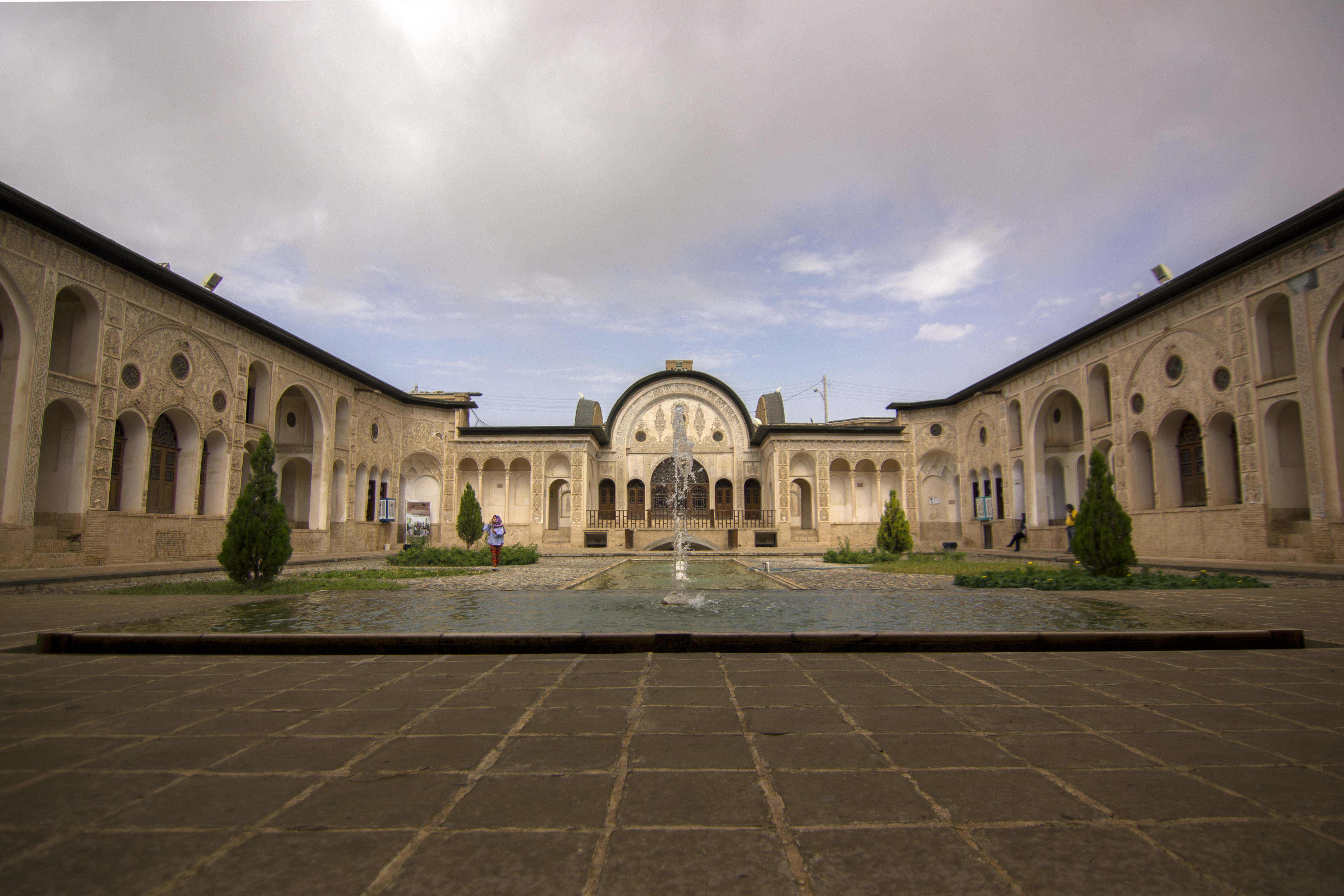
Az udvar részlete
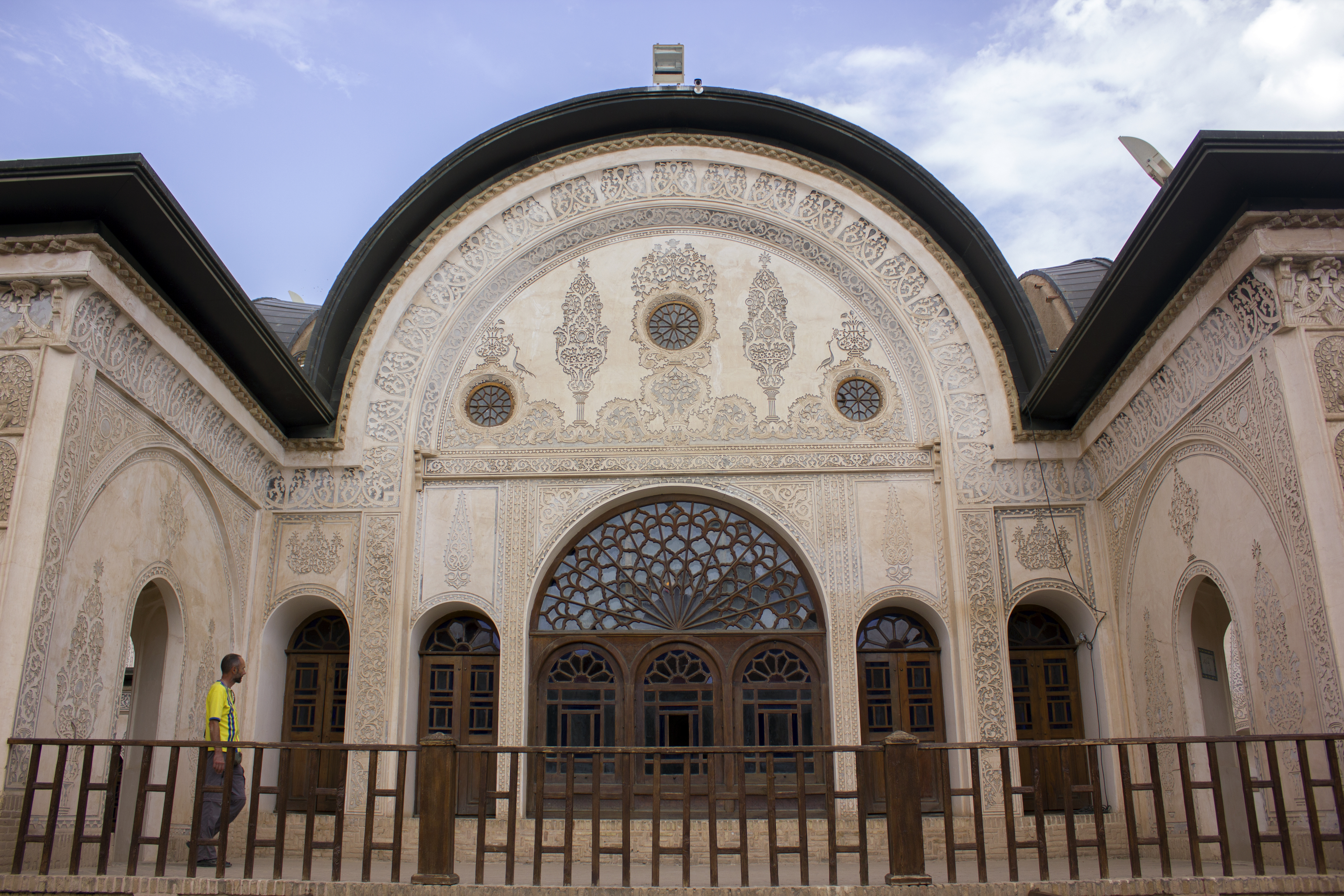
A ház egyik balkonja
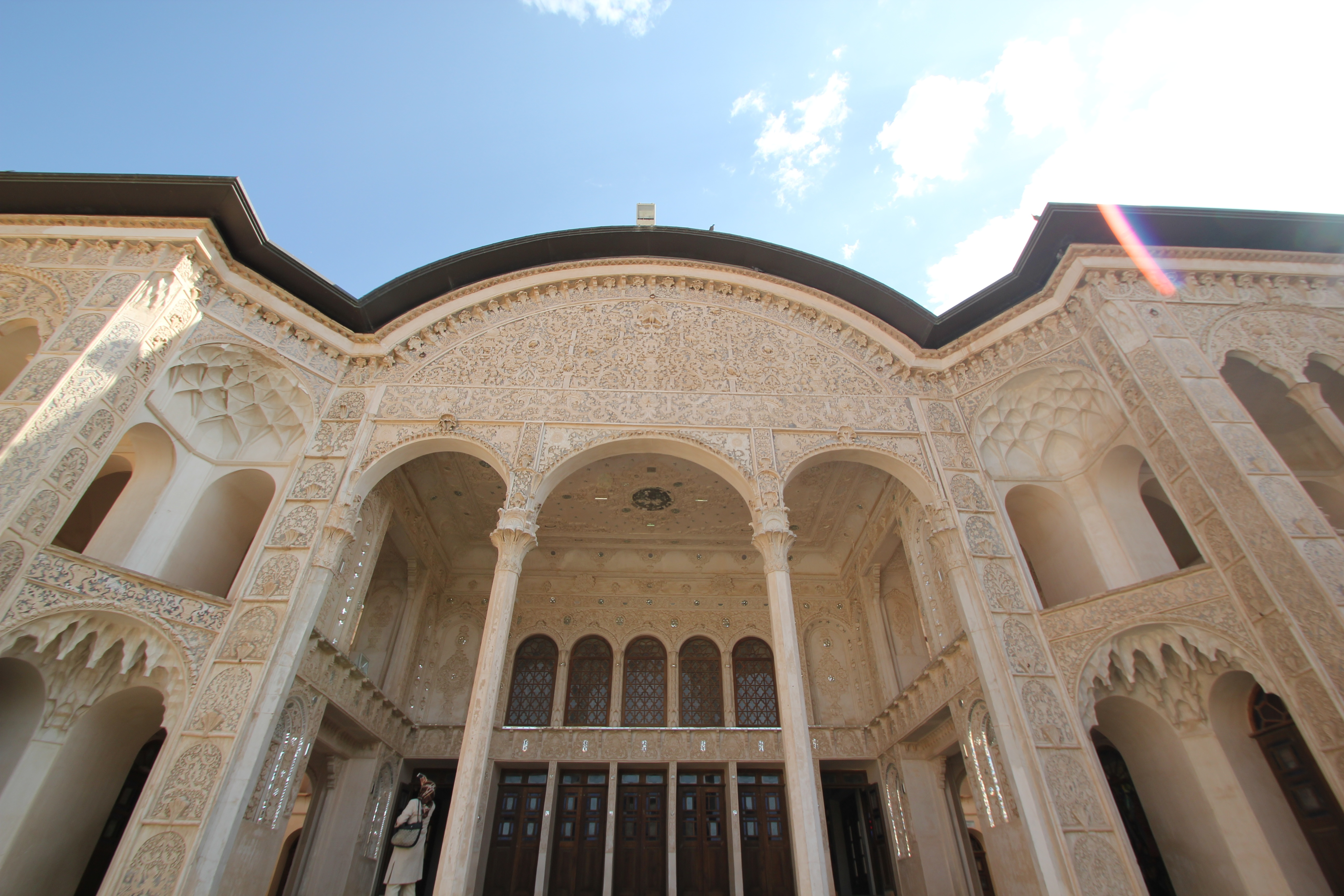
A ház egy másik balkonja
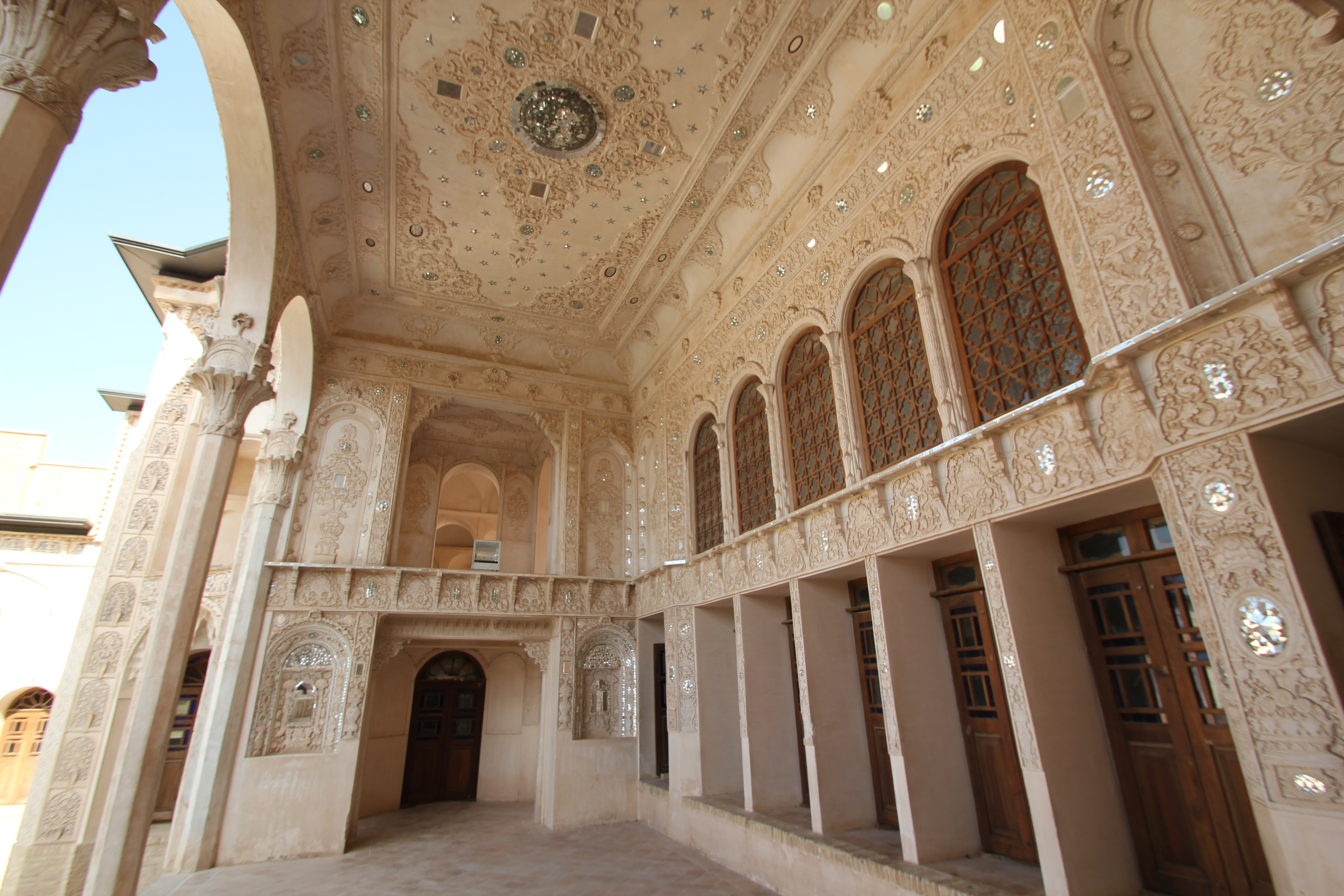
Az épületen belül
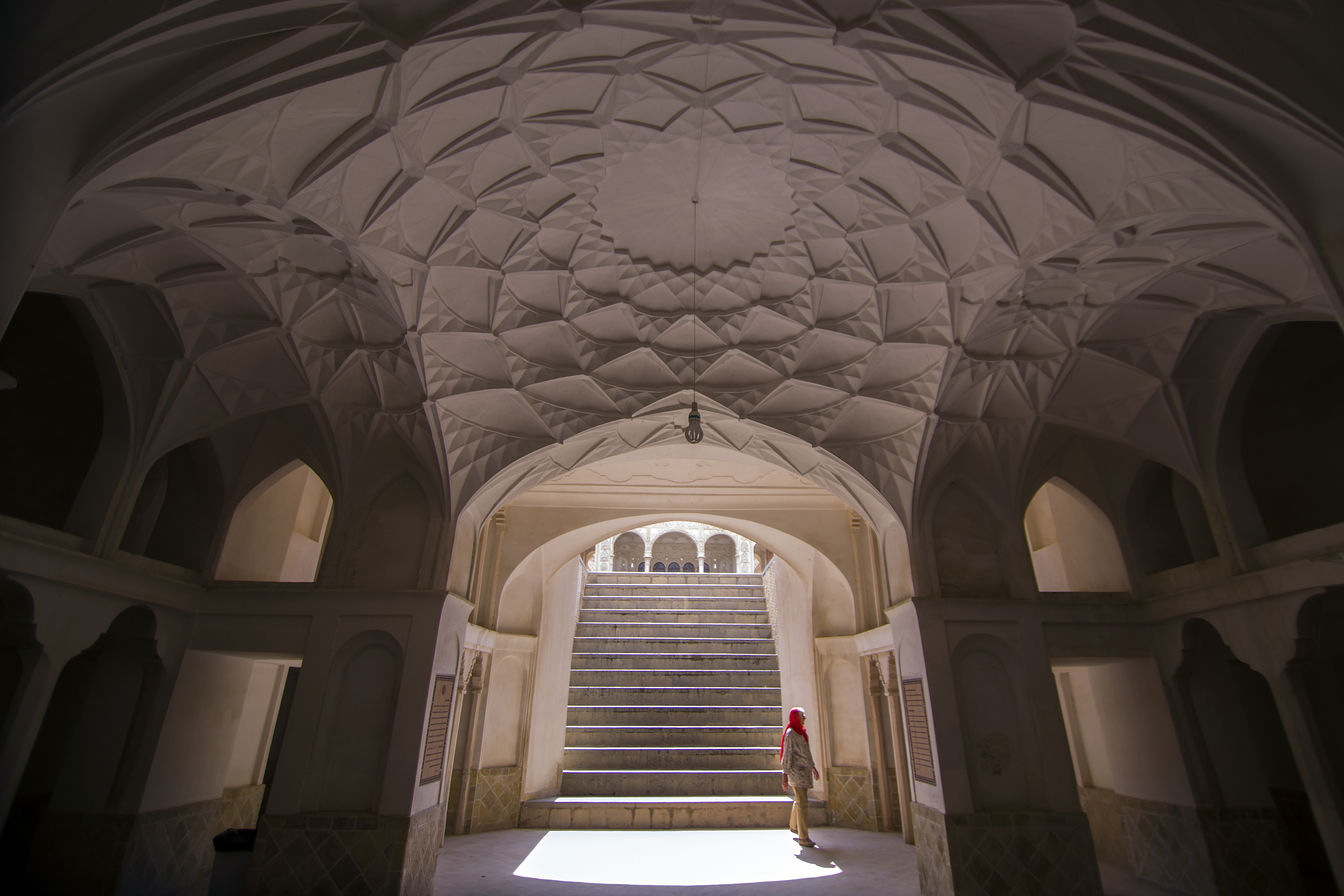
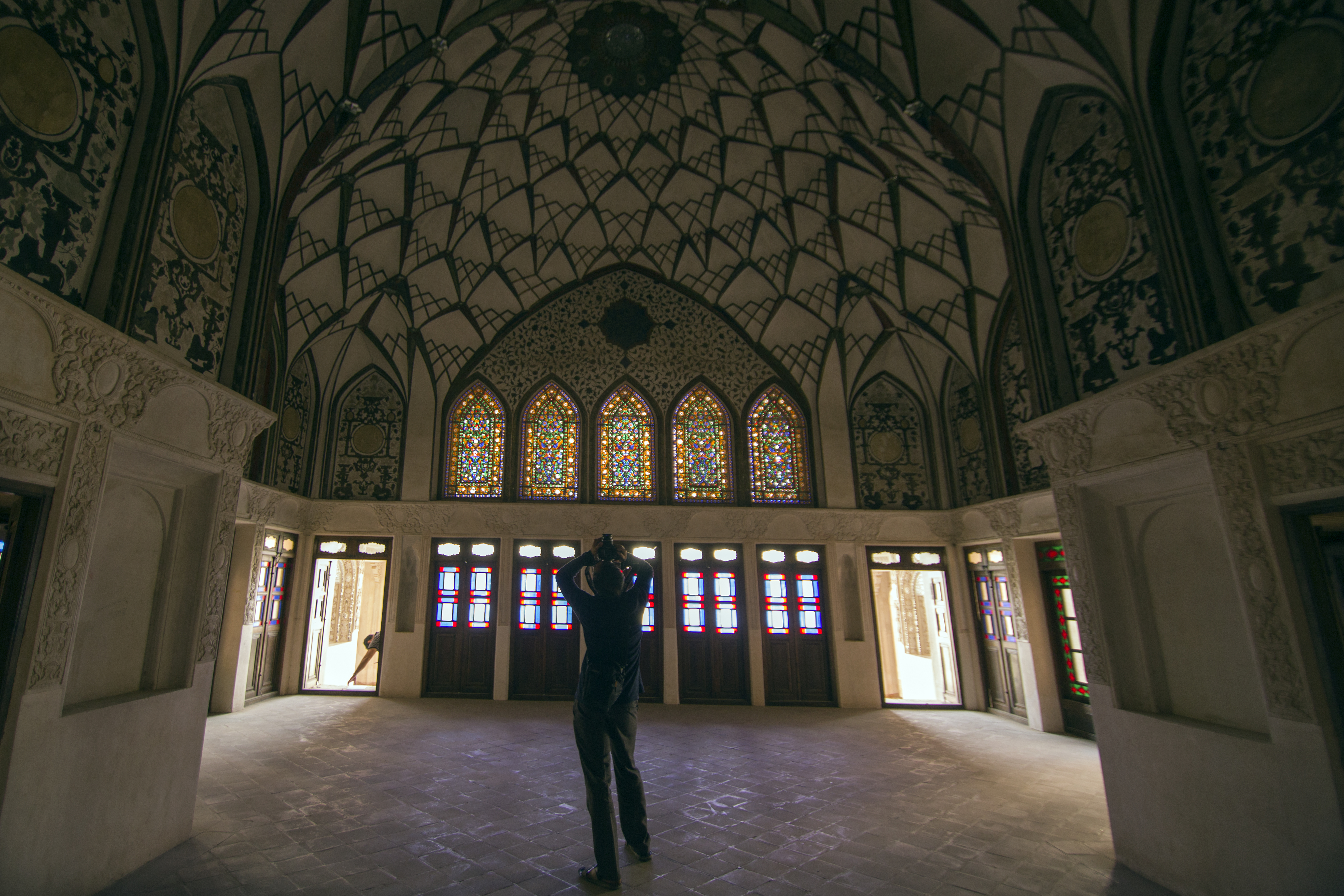
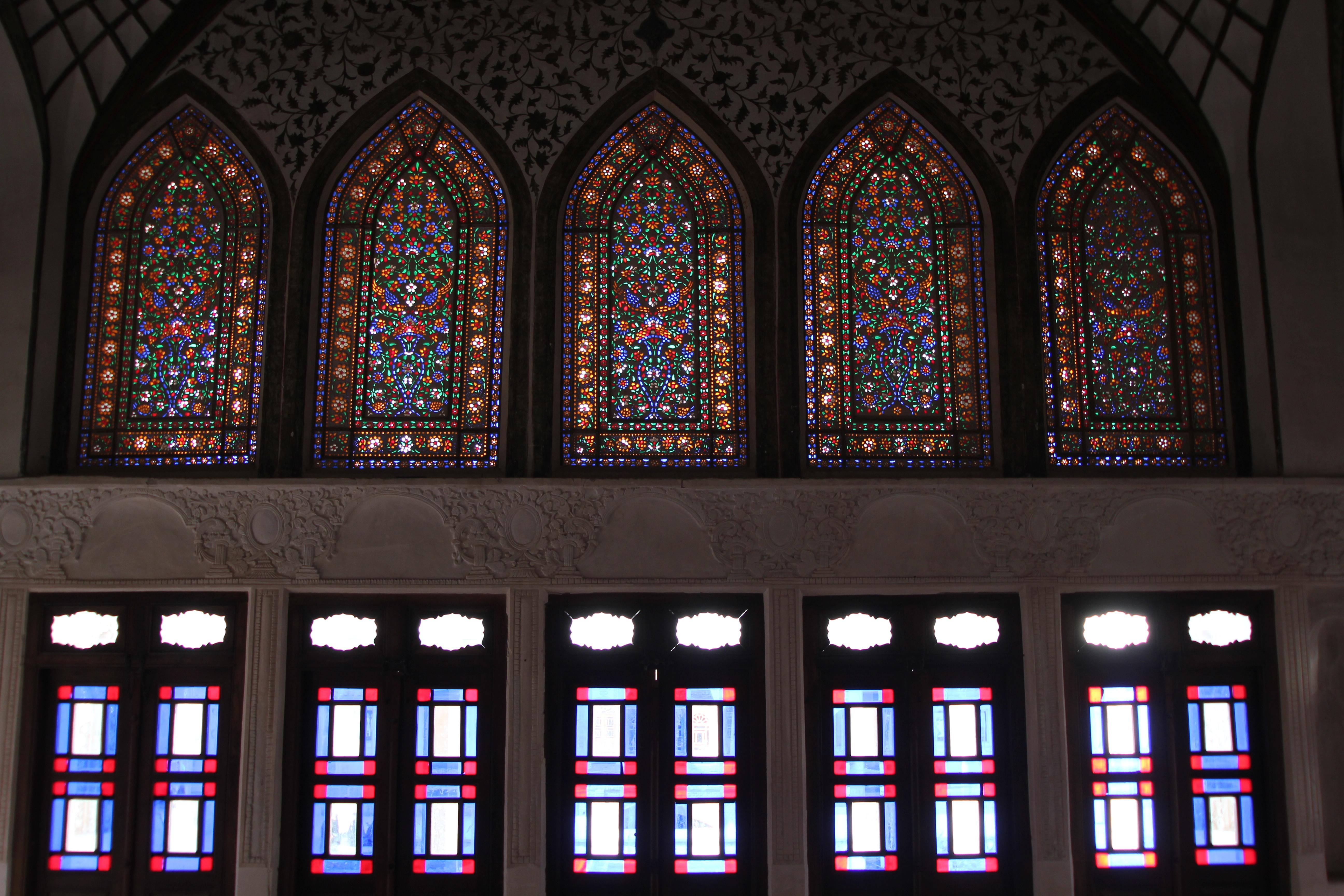
Ólomüveg ablakok az épületben
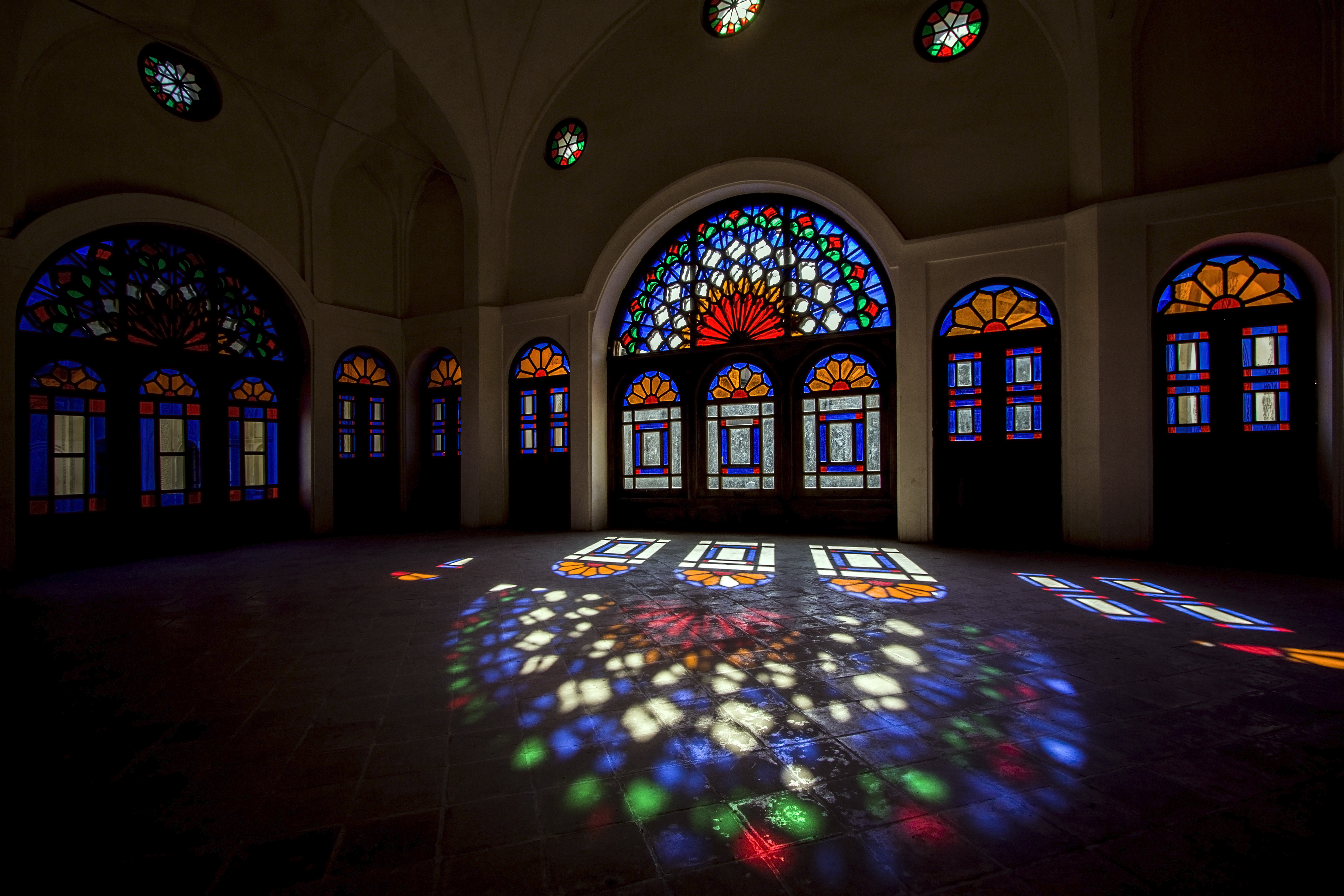
Festett ólomüveg ablakok

## Fordítás
Ez a szócikk részben vagy egészben  a   Tabātabāei House című angol Wikipédia-szócikk ezen változatának fordításán alapul.  Az eredeti cikk szerkesztőit annak laptörténete sorolja fel. Ez a jelzés csupán a megfogalmazás eredetét és a szerzői jogokat jelzi, nem szolgál a cikkben szereplő információk forrásmegjelöléseként.